# Konkordija Nikolajewna Samoilowa

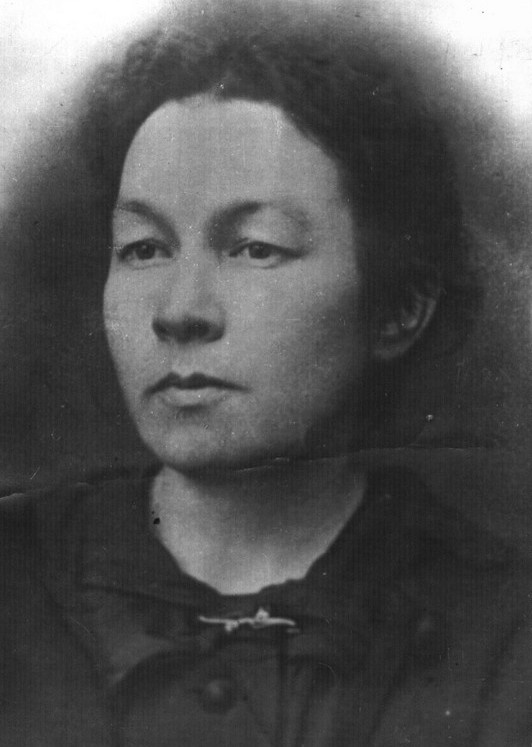
Konkordija Samoilowa

Konkordija Nikolajewna Samoilowa (russisch Конкордия Николаевна Самойлова; * 1876 in Irkutsk; † Juni 1921 in Astrachan) war eine russische Revolutionärin.
Samoilowa wurde 1903 Mitglied der SDAPR. Sie nahm 1905 an den revolutionären Ereignissen in Odessa teil. 1912 bis 1914 war sie verantwortliche Sekretärin und Mitglied des Redaktionskollegiums der Prawda. 1914 gehörte sie zu den Organisatoren der Zeitschrift Rabotniza. Im April 1917 war sie Delegierte der 7. Konferenz der Bolschewiki, eine der Leiterinnen der Frauensektion beim Petrograder Komitee der Partei. Während des Bürgerkriegs leistete sie Parteiarbeit in Samara und Charkow. 1920 bis 1921 war sie Leiterin der Politabteilung des Agitationsdampfers "Roter Stern".
Konkordija Samoilowa starb im Juni 1921 an Cholera.